# Ayumu Nagato
Ayumu Nagato (永藤 歩 Nagato Ayumu?, nacido el 25 de diciembre de 1997 en Chiba) es un futbolista japonés que se desempeña como delantero en el FC Maruyasu Okazaki de la Japan Football League.

## Trayectoria

### Clubes
| Club                         | País  | Año    |
| ---------------------------- | ----- | ------ |
| Montedio Yamagata            | Japón | 2016 - |
| Thespakusatsu Gunma (cedido) | Japón | 2018   |
| FC Maruyasu Okazaki (cedido) | Japón | 2019 - |

## Estadística de carrera

### J. League
| Club              | Año   | J. League | J. League | Copa J. League | Copa J. League | Total | Total |
| Club              | Año   | Part.     | Goles     | Part.          | Goles          | Part. | Goles |
| ----------------- | ----- | --------- | --------- | -------------- | -------------- | ----- | ----- |
| Montedio Yamagata | 2016  | 11        | 1         | -              | -              | 11    | 1     |
| Montedio Yamagata | 2017  | 19        | 2         | -              | -              | 19    | 2     |
| Total             | Total | 30        | 3         | 0              | 0              | 30    | 3     |